# Burgstall Wasentegernbach
Der Burgstall Wasentegernbach ist eine abgegangene hoch- oder spätmittelalterliche Niederungsburg auf 433 m ü. NHN ca. 260 m nordnordöstlich der Filialkirche St. Johannes Evangelist von Wasentegernbach,  einem Ortsteil der Stadt Dorfen im Landkreis Erding in Bayern.
Die Anlage wird als Bodendenkmal unter der Aktennummer D-1-7739-0116 im Bayernatlas als „Burgstall des hohen oder späten Mittelalters“ geführt. Die fast runde Anlage hatte einen Durchmesser von ca. 30 m. Früher lag der Burgstall nördlich der Isen, davon hat sich heute noch ein Altarm erhalten; die Anlage liegt auf einem Wiesengrundstück. 220 m nordwestlich von dem Burgstall befindet sich das heute so gut wie abgegangene Schloss Wasentegernbach.